# Tozzia alpina
Tozzia alpina är en snyltrotsväxtart som beskrevs av Carl von Linné. Tozzia alpina ingår i släktet Tozzia och familjen snyltrotsväxter. Inga underarter finns listade i Catalogue of Life.

## Bildgalleri

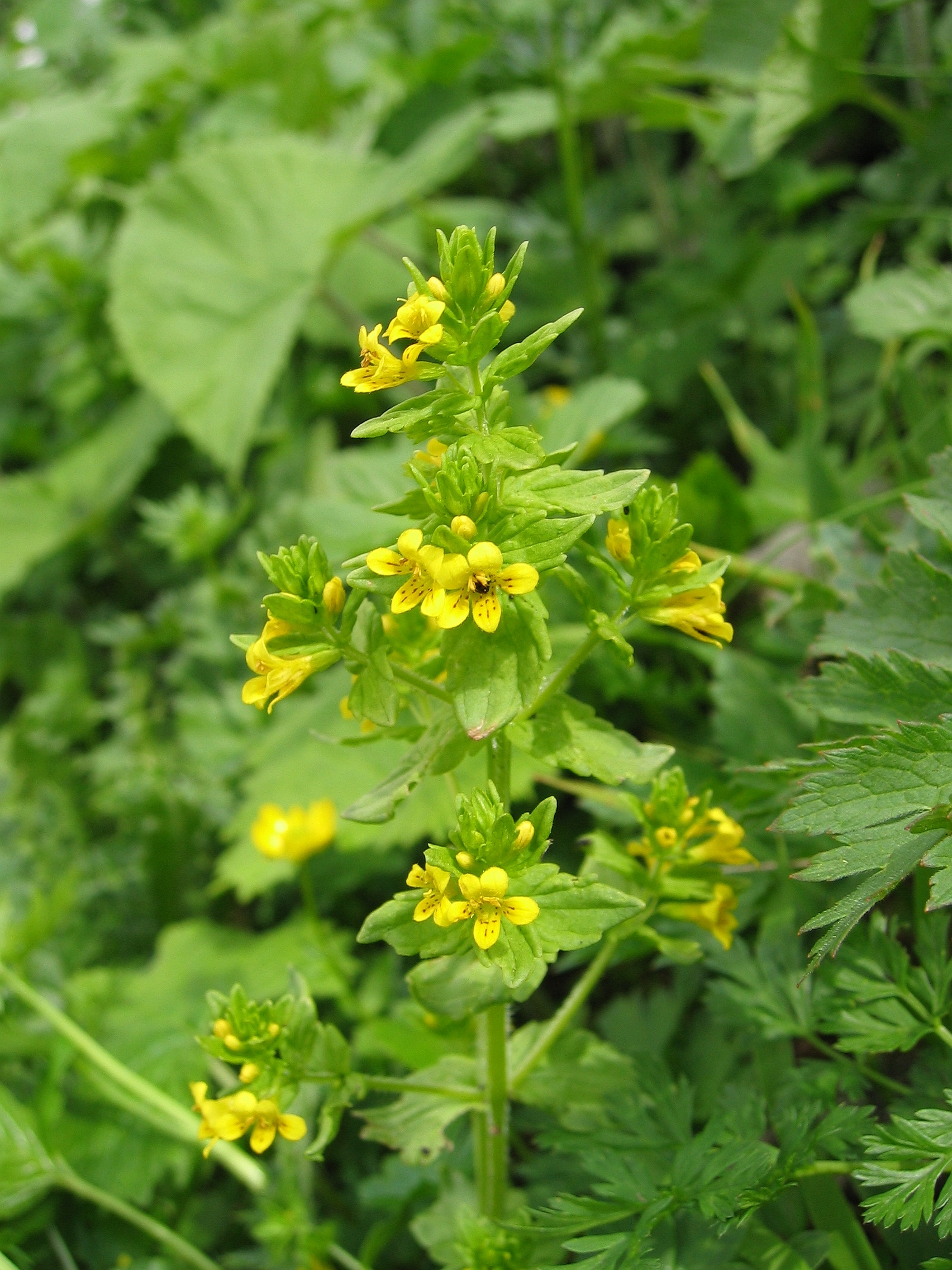
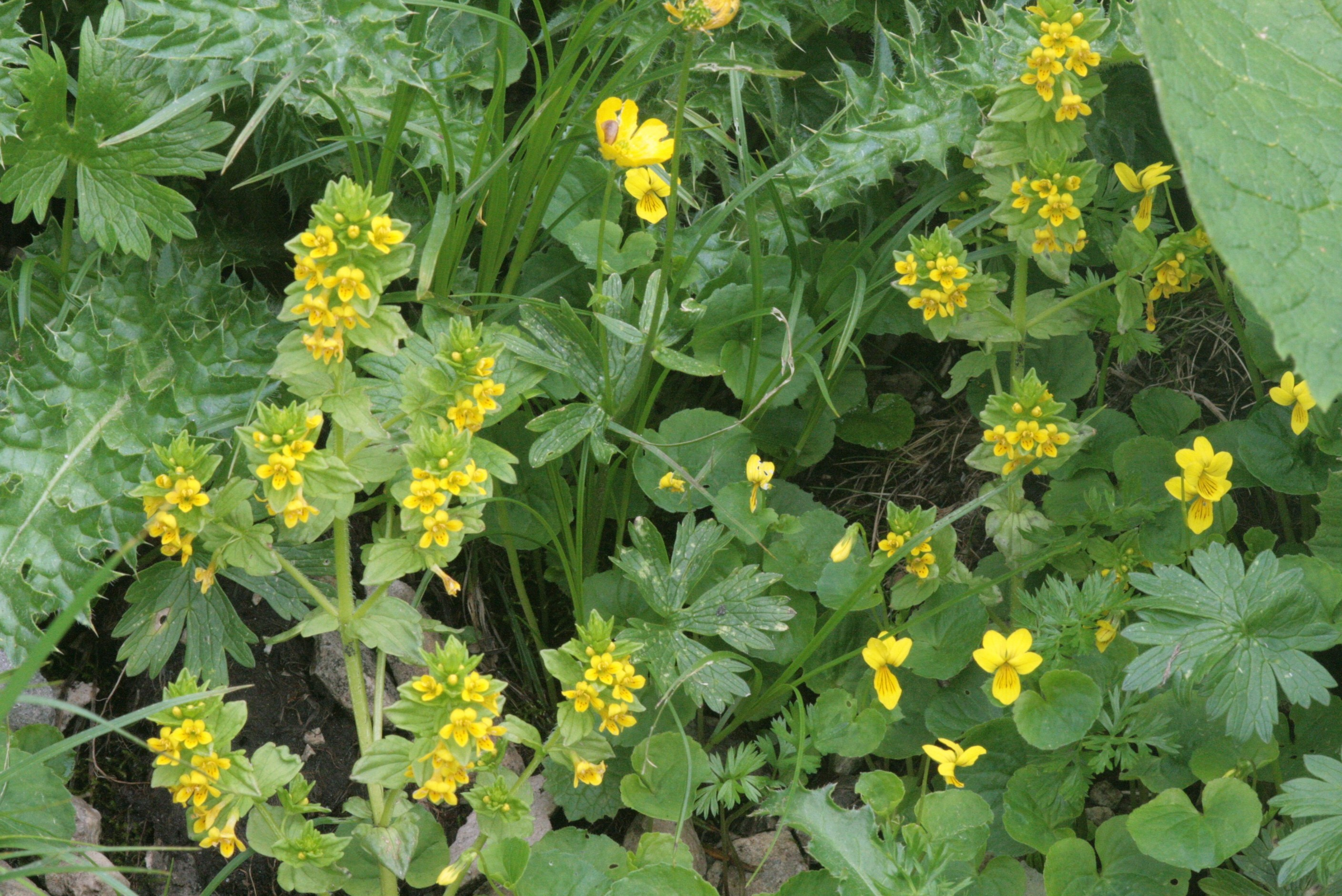
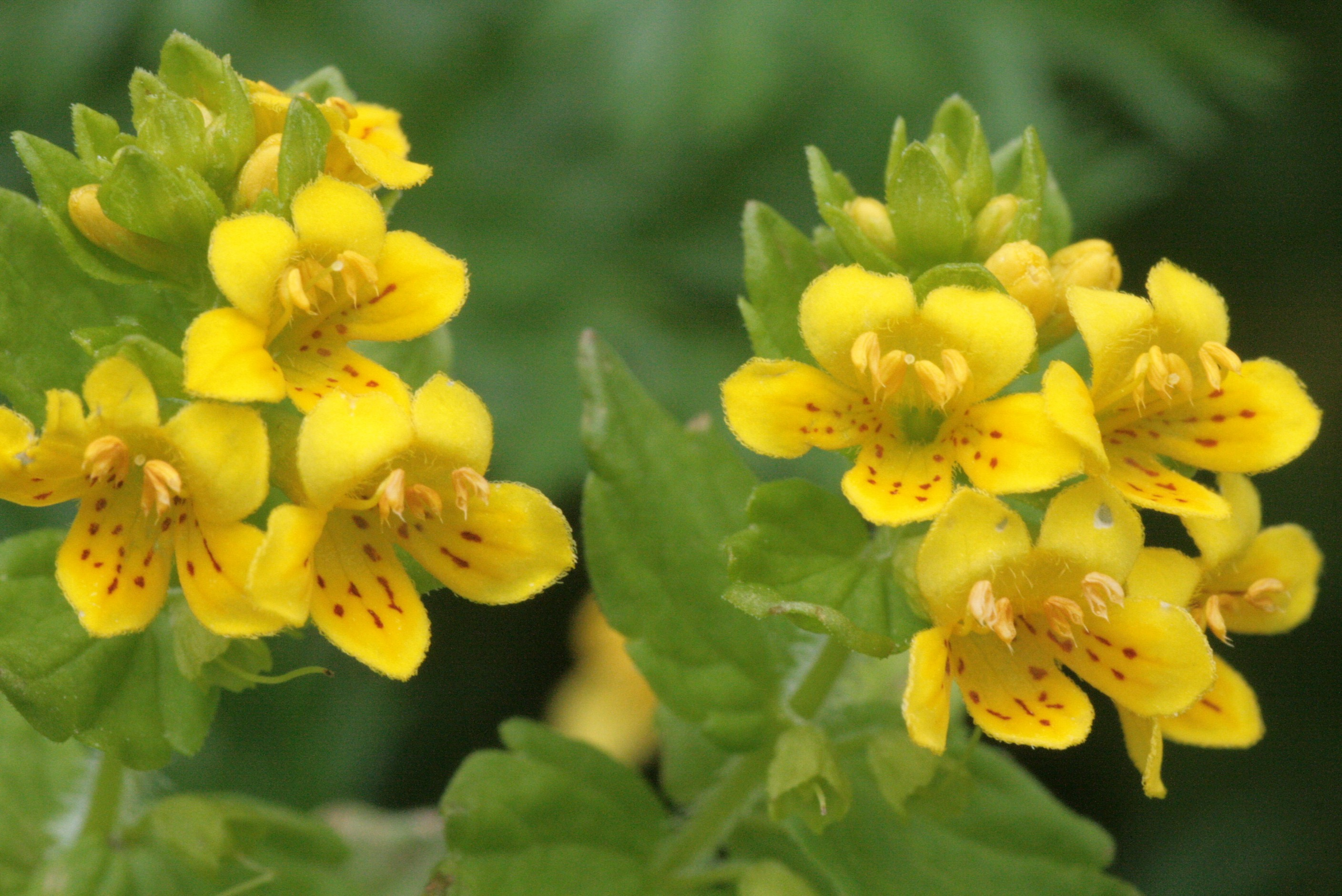
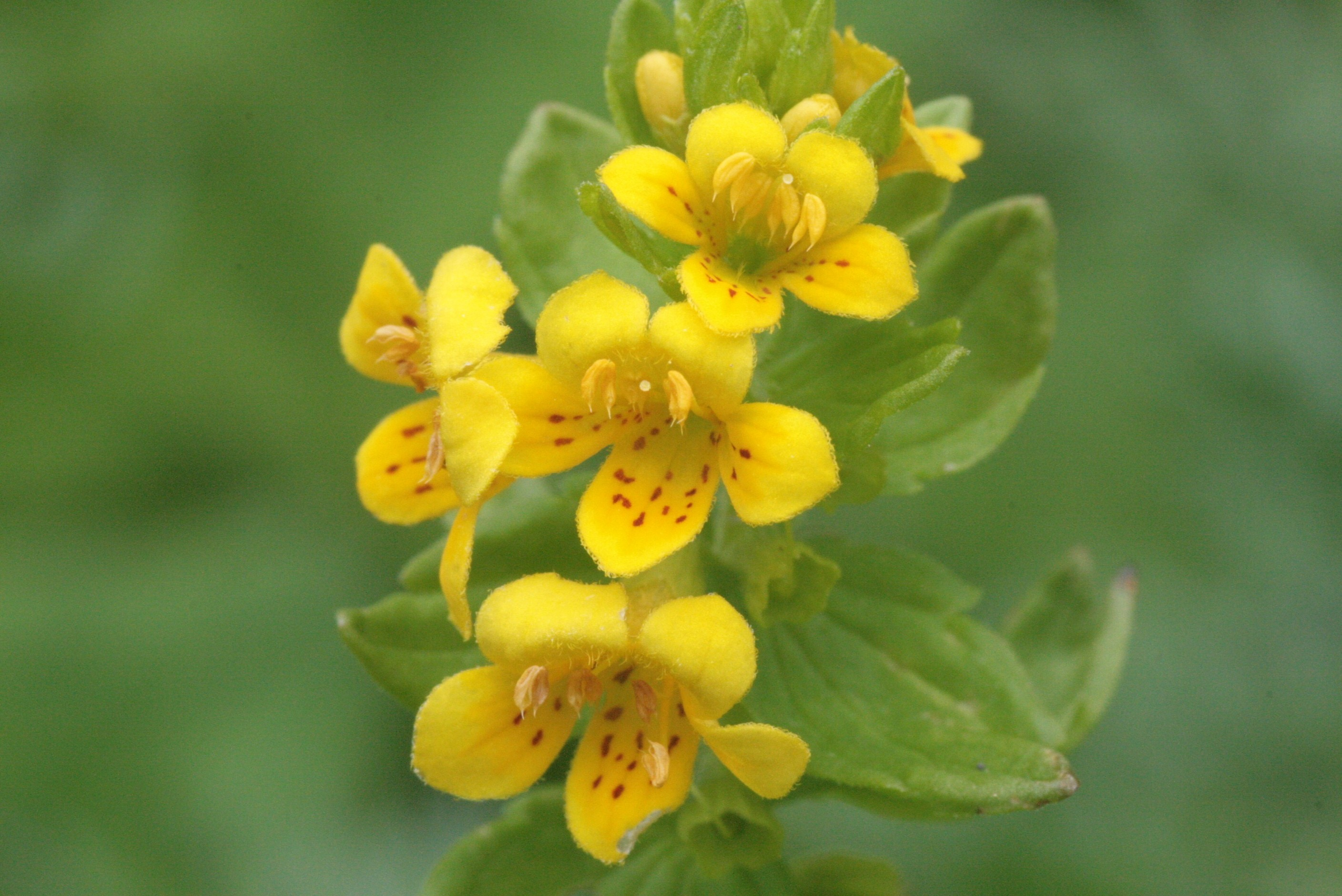
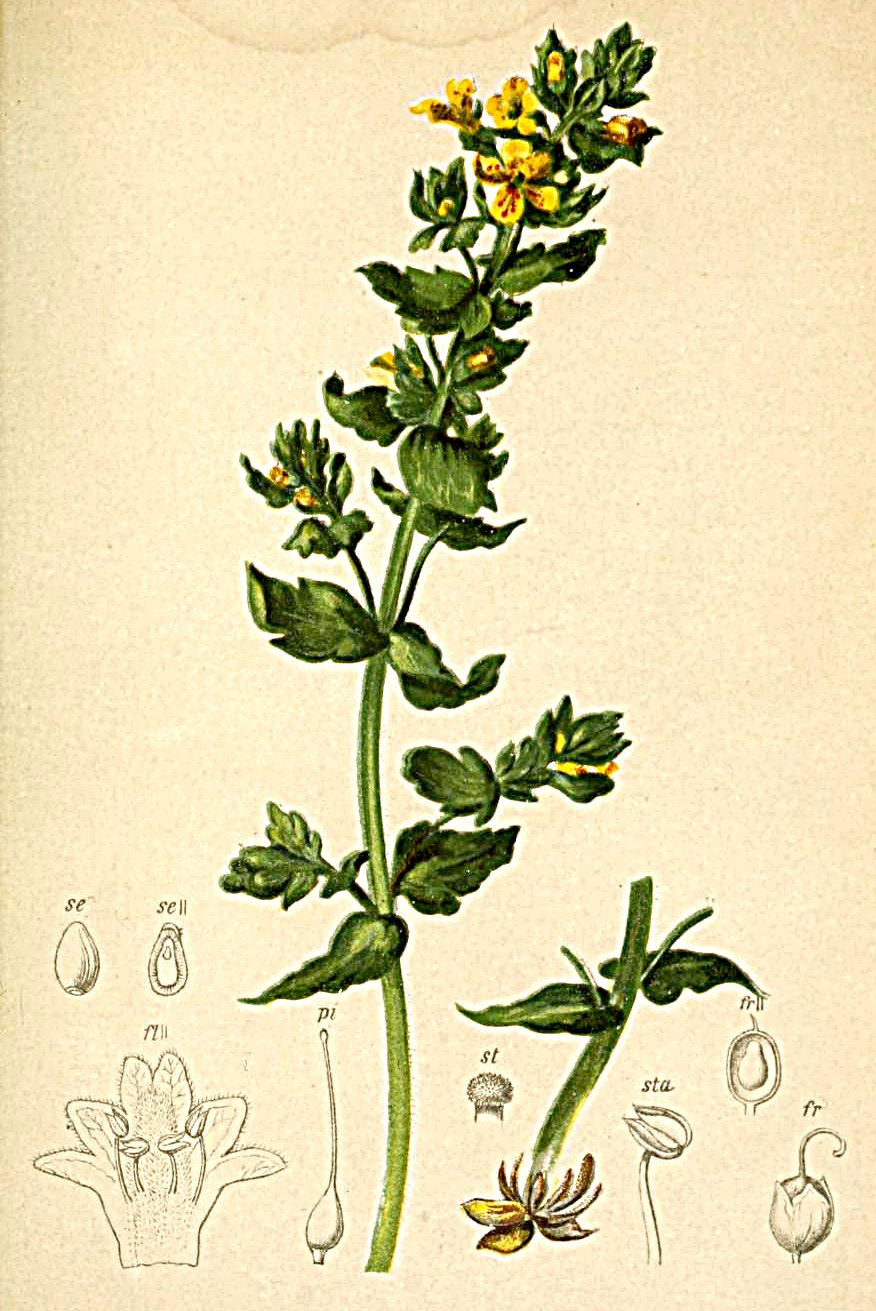